# Ten Crowns
Ten Crowns es el tercer álbum solista de Andy Bell, cantante de Erasure. Este álbum marcaría como el primer y nuevo álbum solista de Bell tras la publicación de Non-Stop, el cual fue lanzado hace 15 años. 

## Descripción
Ten Crowns fue coescrito y coproducido por Andy Bell y Dave Audé, además de que contó con la participación especial de Debbie Harry y Sarah Potenza. El álbum alcanzó el puesto 14 del ránking británico.

Los temas "Breaking Thru The Interstellar" y "Thank You" fueron promocionados durante una serie de conciertos en 2024 a modo de adelanto. Además, un tiempo previo al lanzamiento del álbum, Bell anunció a través de sus redes sociales, el comienzo de su nueva gira por Europa y Estados Unidos titulada "Ten Crowns Tour", la cual inició el 1 de mayo de 2025.

## Listado de canciones
| N.º | Título                                    | Escritor(es)                                                        | Duración |  |
| 1.  | «Breaking Thru The Interstellar»          | Andy Bell, Dave Audé                                                |          |  |
| 2.  | «Lies So Deep» (featuring Sarah Potenza)  | Andy Bell, Dave Audé                                                |          |  |
| 3.  | «Heart's a Liar» (featuring Debbie Harry) | Nick Clow - Debbie Harry - Luciana Caporaso - Andy Bell - Dave Audé |          |  |
| 4.  | «For Today»                               | Andy Bell, Dave Audé                                                |          |  |
| 5.  | «Dance For Mercy»                         | Andy Bell, Dave Audé                                                |          |  |
| 6.  | «Don’t Cha Know»                          | Andy Bell, Dave Audé                                                |          |  |
| 7.  | «Dawn Of Heavens Gate»                    | Andy Bell, Dave Audé                                                |          |  |
| 8.  | «Godspell»                                | Andy Bell, Dave Audé                                                |          |  |
| 9.  | «Put Your Empathy On Ice»                 | Andy Bell, Dave Audé, Sisely Dove Treasure                          |          |  |
| 10. | «Thank You»                               | Andy Bell, Dave Audé                                                |          |  |

Disco 2 (sólo en ediciones deluxe)

|     |                             |          |  |  |  |  |  |  |  |  |
| N.º | Título                      | Duración |  |  |  |  |  |  |  |  |
| 1.  | «The Dave Audé Special Mix» |          |  |  |  |  |  |  |  |  |